# St. Severinus (Mittelhausen)

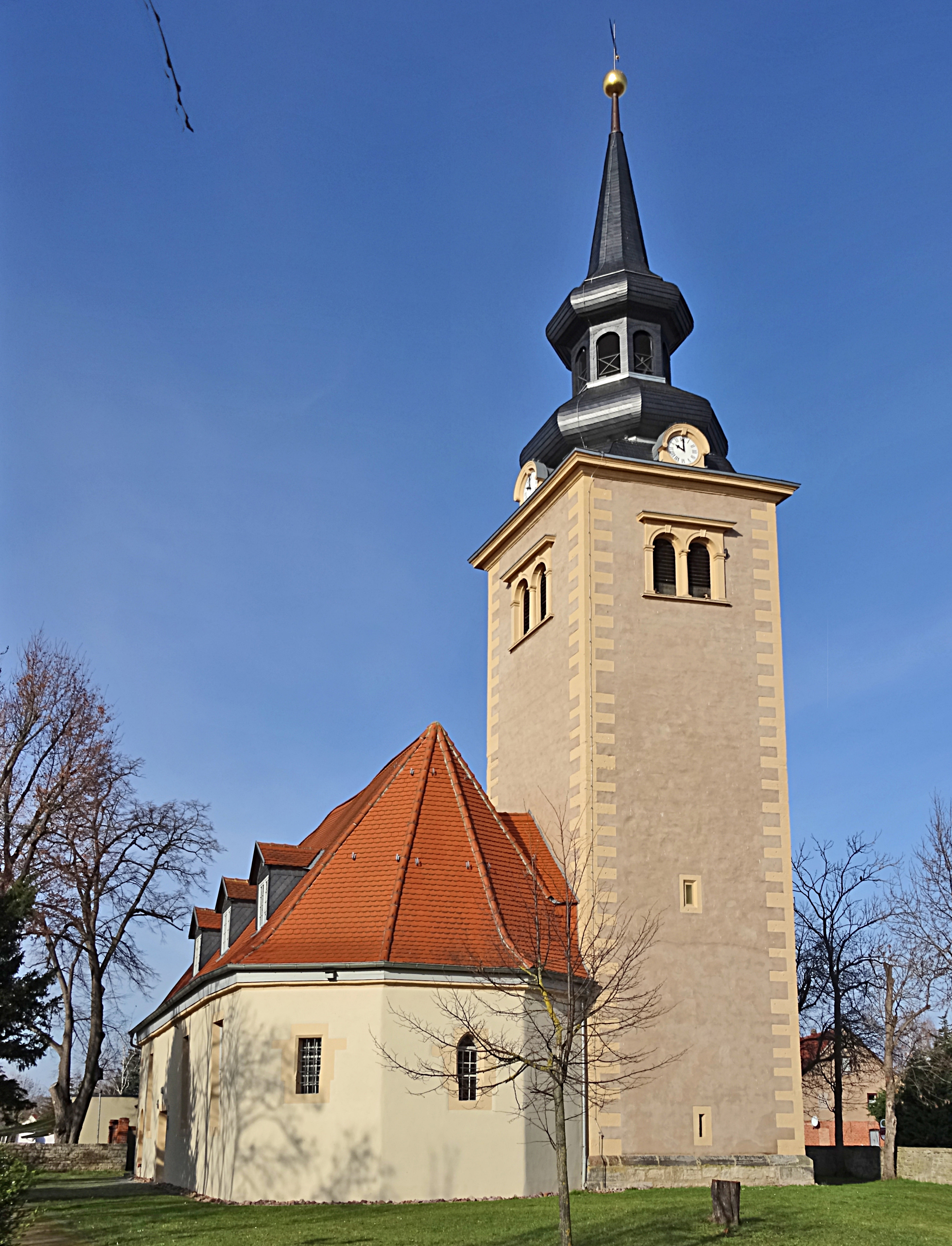
St. Severinus

Die evangelisch-lutherische Kirche St. Severinus steht in Mittelhausen, einem Ortsteil der Stadt Erfurt in Thüringen. Die Kirchengemeinde Mittelhausen gehört zum Pfarrbereich Riethnordhausen im Kirchenkreis Apolda-Buttstädt der Evangelischen Kirche in Mitteldeutschland.

## Geschichte
Im 12. Jahrhundert gab es bereits eine erste Vorgängerkirche und im 14. Jahrhundert dann eine zweite. Die heutige Kirche wurde im Jahre 1504 erbaut und im 18. Jahrhundert umgebaut. 1994 wurde die Kirche renoviert. Das Patrozinium des heiligen Severin von Köln wird am 23. Oktober gefeiert.

## Beschreibung
Die Saalkirche hat einen dreiseitigen Abschluss des Chors. Der in der Nordostecke des Langhauses seitwärts stehende Kirchturm ist vom Vorgängerbau des 14. Jahrhunderts übernommen worden. Der im Erdgeschoss kreuzgratgewölbte Turm hat eine geschweifte schiefergedeckte Haube, auf der eine offene Laterne sitzt. Das Kirchenschiff hat umlaufende zweigeschossige Emporen. Ein Kanzelaltar stammt aus der Mitte des 18. Jahrhunderts. Die Orgel mit 17 Registern, verteilt auf 2 Manuale und Pedal, wurde 1896 von Friedrich Wilhelm Böttcher gebaut.